# Victoria Cabrera Valdés
Victoria Cabrera Valdés (1951-29 de octubre de 2004) fue una prehistoriadora española. Durante 25 años estuvo a cargo, junto a Federico Bernaldo de Quirós, de las excavaciones de las cuevas del monte Castillo. Fue catedrática de Prehistoria de la UNED entre 1998 y 2004.

## Sociedades
Perteneció a varias sociedades en distintos países:
- Société Prehistórique Française
- Society for American Archeology
- Palaeoanthropological Society
- Society for Archaeological Sciences

## Obra
Victoria Cabrera tiene una extensa obra, tanto de artículos de revistas científicas como de obras propias y colectivas, algunas de ellas son:
- Ana María Muñoz Amilibia, Victoria Cabrera Valdés, Ana Fernández Vega, Sergio Ripoll López, Amparo Hernando Grande, Mario Menéndez Fernández, Eduardo Ripoll Perelló (2001). Prehistoria (Tomo I). sexta reimpresión 2006 (primera edición). Lerko Print, S.A. Universidad Nacional de Educación a Distancia (UNED). ISBN 84-362-4399-4 Obra completa.